# Stazione di Bergamo Ospedale
La stazione di Bergamo Ospedale è una fermata ferroviaria passante di superficie situata nel quartiere Villaggio degli Sposi del capoluogo orobico, posta sul tratto di ferrovia comune alle linee Lecco-Brescia e Seregno-Bergamo. Prende il nome dalla immediata vicinanza all'Ospedale Papa Giovanni XXIII

## Storia
I lavori per la costruzione della fermata ferroviaria hanno avuto inizio il 4 ottobre 2017, con la consegna della stazione prevista entro il 12 dicembre dello stesso anno, in concomitanza dell'introduzione dell'orario invernale delle ferrovie.
La fermata venne attivata il 10 dicembre 2017.
La fermata di Bergamo Ospedale fa parte di un più ampio progetto che prevede il raddoppio della linea ferroviaria e l'attivazione su di essa di un sistema di trasporto ferroviario metropolitano a servizio di Bergamo e del suo hinterland.

## Strutture e impianti
La fermata è progettata secondo gli standard europei previsti per i servizi ferroviari metropolitani, rispettando tutte le norme per l’accessibilità: marciapiede lungo 250 metri, alto 55 cm (per facilitare l’entrata e l’uscita dai treni), parzialmente coperto da una pensilina lunga circa 70 metri e raggiungibile attraverso scale e rampa. È dotata di un sistema di informazioni ai viaggiatori con monitor e annunci sonori.
La fermata e l'adiacente ospedale sono collegati da una passerella pedonale.

## Movimento
La fermata è servita da relazioni regionali svolte da Trenord nell'ambito del contratto di servizio stipulato con la Regione Lombardia sulla direttrice Bergamo-Milano via Carnate.
La stazione è servita esclusivamente da autobus sostitutivi a partire da febbraio 2024, in concomitanza con l'avvio delle opere per il raddoppio del binario fra Bergamo e Ponte San Pietro, lavoro che si prevede si concluderà nel 2026.

## Interscambi
La stazione ferroviaria è servita da una fermata della rete automobilistica urbana gestita dall'ATB.
- Fermata autobus
- Taxi